# Apollonius van Perga
Apollonios van Perga (Oudgrieks: Ἀπολλώνιος ὁ Περγαῖος; Latijn: Apollonius Pergaeus)( Perge, ca. 262 v.Chr.– Alexandrië, 190 v.Chr.) was een meetkundige en astronoom uit het oude Griekenland, die bekend is vanwege zijn werk over kegelsneden. Apollonios zou een leerling van de volgelingen van Euclides zijn geweest.

## Nalatenschap
Zijn innovatieve methodiek en terminologie, in het bijzonder op het gebied van kegelsneden, hebben vele latere geleerden, waaronder Ptolemaeus,  Johannes Kepler, Isaac Newton en René Descartes, beïnvloed. 
De namen die Apollonius gaf aan respectievelijk de ellips, parabool en hyperbool worden nog steeds gebruikt. Hij deed onderzoek naar de banen van de hemellichamen. 
Er wordt hem toegeschreven, dat hij heeft aangetoond dat de schijnbare beweging van de planeten en de variërende snelheid van de maan zowel met epicykels als met behulp van excentrische banen kunnen worden beschreven. Ptolemaeus schreef hierover in zijn Almagest. Apollonius werd naar men zegt om zijn onderzoek naar de  maan Epsilon ε genoemd. De krater Apollonius op de maan is naar hem genoemd.
De ordinaat van een punt in een plat vlak met een cartesisch coördinatenstelsel is de {\displaystyle y}-coördinaat van dat punt. Apollonius gebruikte in zijn belangrijkste werk Κωνικά, Konika, Kegelsneden, het begrip orde, τεταγμένος, tetagmenos, in het Latijn ordinatim, en hielp daarmee aan de vroege ontwikkeling van de analytische meetkunde.

## Naar Apollonius genoemd

Illustratie bij de stelling van Apollonius

Er zijn in de meetkunde verschillende begrippen en stellingen naar Apollonius genoemd:
- stelling van Apollonius
- cirkel van Apollonius
- Apolloniaans net
- raakprobleem van Apollonius

- Bibsys: 90115659
- Biblioteca Nacional de España: XX1194352
- Bibliothèque nationale de France: cb12315308z (data)
- Catàleg d'autoritats de noms i títols de Catalunya: 981058507601806706
- CiNii: DA0216088X
- Gemeinsame Normdatei: 11864548X
- International Standard Name Identifier: 0000 0004 4942 4891
- Library of Congress Control Number: n84003189
- Nationale Bibliotheek van Letland: 000177231
- Bibliotheek van het Japanse parlement: 01167304
- Nationale Bibliotheek van Tsjechië: jn20000400035
- Nationale bibliotheek van Australië: 35798070
- Nationale Bibliotheek van Israël: 987007511667605171
- Nationale Bibliotheek van Polen: a0000002783832
- Nationale en Universitaire bibliotheek Zagreb: 000083917
- Nederlandse Thesaurus van Auteursnamen: 06939766X
- Istituto Centrale per il Catalogo Unico: MILV095618
- LIBRIS: 174782
- Système universitaire de documentation: 032049226
- TDVİA: apollonios-pergeli
- Trove: 1092142
- Virtual International Authority File: 19162